# مایکروسافت سرفیس
مایکروسافت سِرفیس (به انگلیسی: Microsoft Surface) مجموعه‌ای از رایانه‌های شخصی و حمل‌شونده با صفحه لمسی است که توسط شرکت مایکروسافت طراحی، معرفی و توسعه یافته‌است، و سیستم‌عامل مایکروسافت ویندوز را اجرا می‌کند.
این دستگاه در ابتدا در دو مدل به بازار عرضه شد. عنوان مدل نخست آن سرفیس و مدل دوم آن سرفیس حرفه‌ای (Pro) بود که در تاریخ ۲۶ اکتبر ۲۰۱۲ به بازار آمریکا ارائه گردید. امروزه بیشتر سرفیس‌ها دارای پردازنده‌های شرکت اینتل بوده و با سیستم‌عامل ویندوز ۱۰ و ویندوز ۱۱ مایکروسافت سازگار هستند.
این سیستم عامل ها بخاطر یکی بودن شرکت سازنده سخت افزار و نرم افزار همیشه بروز هستند و قدرت بسیار بالایی دارند و جدیدترین نسخه لپ‌تاپ سرفیس، سرفیس پرو 10 است.

## تاریخچه و فلسفه برند سرفیس: سفری از نوآوری تا موفقیت[۱]
در دنیای فناوری، محصولات سری سرفیس مایکروسافت به یکی از برترین انتخاب‌ها برای کاربران حرفه‌ای و علاقه‌مندان به تکنولوژی تبدیل شده‌اند. این برند با ترکیب نوآوری و عملکرد عالی، توانسته جایگاه ویژه‌ای در بازار رقابتی امروز پیدا کند. اما سوال اینجاست که چرا مایکروسافت تصمیم گرفت وارد بازار لپ‌تاپ‌ها و تبلت‌ها شود؟ این اقدام چه تحولاتی در دنیای فناوری ایجاد کرد و چرا سرفیس‌ها توانستند به چنین موفقیتی دست پیدا کنند؟ در این بخش از مقاله، قصد داریم به‌طور دقیق‌تر به تاریخچه و فلسفه طراحی سرفیس‌ها بپردازیم و بررسی کنیم که چگونه این محصولات توانسته‌اند خود را به عنوان یک نماد از نوآوری در عرصه فناوری معرفی کنند.
مایکروسافت، شرکتی که در ابتدا بیشتر با نرم‌افزارها و سیستم‌عامل‌هایش شناخته می‌شد، تصمیم به ورود به بازار سخت‌افزار گرفت. این تصمیم جسورانه نتیجه‌ای جز انقلاب در طراحی و عملکرد دستگاه‌های دیجیتال نداشت. فلسفه مایکروسافت در ساخت سرفیس‌ها ترکیب زیبایی‌شناسی، عملکرد، و قابلیت حمل بود که آن‌ها را از سایر رقبا متمایز می‌کند. اما برای درک بیشتر این داستان، لازم است به مراحل ابتدایی توسعه سرفیس‌ها نگاهی بیندازیم و بفهمیم که چگونه این محصولات از ابتدا تا امروز مسیر موفقیت خود را پیمودند.
در این مقاله، با استفاده از اطلاعات دقیق و تحلیل‌های جامع، به بررسی این خواهیم پرداخت که چگونه سرفیس‌ها توانسته‌اند پیشرفته‌ترین فناوری‌ها را در قالبی زیبا و کاربرپسند به مخاطبان عرضه کنند. همچنین، ما به بررسی عواملی خواهیم پرداخت که باعث شده این دستگاه‌ها به یکی از محبوب‌ترین انتخاب‌ها در میان کاربران حرفه‌ای و حتی افراد عادی تبدیل شوند.

#### سری سرفیس؛ زاده‌ی نیازی برای تغییر در بازار
در سال 2012، مایکروسافت برای اولین بار سری Surface را معرفی کرد. این تصمیم در دورانی گرفته شد که بازار لپ‌تاپ‌ها و تبلت‌ها تحت سلطه برندهایی چون اپل، دل، و اچ‌پی بود. با این حال، مایکروسافت توانست با یک ابتکار نوآورانه وارد این رقابت شود و چیزی فراتر از دستگاه‌های معمول آن زمان ارائه دهد.
هدف اصلی مایکروسافت از ورود به بازار سخت‌افزار، پر کردن شکاف بین لپ‌تاپ‌ها و تبلت‌ها بود. این نیاز به تغییر، از آنجایی شروع شد که کاربران به دنبال دستگاه‌هایی با قابلیت‌های دوگانه بودند که هم عملکرد لپ‌تاپ را داشته باشد و هم راحتی و کاربری تبلت را ارائه دهد. بنابراین، مایکروسافت با سری سرفیس وارد عرصه شد تا ایده‌ای جدید از دستگاه‌های هیبریدی را معرفی کند که بتوانند همزمان با ترکیب ویژگی‌های بهترین لپ‌تاپ‌ها و تبلت‌ها، تجربه‌ای منحصر به فرد و بی‌نظیر را برای کاربران به ارمغان بیاورند.
این تصمیم جسورانه مایکروسافت، به سرعت به یک نقطه عطف در صنعت فناوری تبدیل شد. سری سرفیس نه‌تنها دستگاهی بود که میان تبلت‌ها و لپ‌تاپ‌ها پل می‌زد، بلکه با طراحی‌های منحصربه‌فرد و استفاده از سیستم‌عامل ویندوز 8، تجربه کاربری جدیدی را فراهم می‌کرد. از آن زمان، سرفیس‌ها به‌عنوان نمادی از نوآوری و تحول در صنعت فناوری شناخته شدند و توانستند خود را در میان مطرح‌ترین برندها قرار دهند.
در واقع، ورود مایکروسافت به دنیای سخت‌افزار با سری سرفیس نه‌تنها یک تغییر در طراحی دستگاه‌ها بود بلکه نشان‌دهنده‌ی تمایل این برند به پذیرش چالش‌های جدید و تغییر قوانین بازی در بازارهای اشباع‌شده‌ی سخت‌افزار بود.

#### چرا مایکروسافت وارد این بازار شد؟
مایکروسافت که تا پیش از آن بیشتر به‌عنوان یک شرکت نرم‌افزاری شناخته می‌شد، تصمیم گرفت با تولید سخت‌افزار، اکوسیستم خود را تکمیل کند. این تصمیم به‌ویژه در زمانی گرفته شد که مایکروسافت در حال گسترش و تحول در بازارهای مختلف فناوری بود. هدف اصلی مایکروسافت از ورود به بازار تولید سخت‌افزار، ارائه محصولی منحصر به فرد بود که بتواند بهترین تجربه را از سیستم‌عامل ویندوز برای کاربران فراهم کند.
سری سرفیس در واقع برای پاسخ به نیازهایی طراحی شد که لپ‌تاپ‌ها و تبلت‌های معمولی قادر به ارائه آن‌ها نبودند. مایکروسافت با این هدف وارد عرصه شد که از طریق ترکیب ویژگی‌های مختلف، یک دستگاه هیبریدی ایجاد کند که بتواند عملکرد و تجربه کاربری متفاوتی به ارمغان بیاورد. ویژگی‌های مهم این طراحی عبارتند از:
- قابلیت حمل بالا با عملکرد حرفه‌ای: در دنیای فناوری، کاربران به‌دنبال دستگاه‌هایی بودند که هم قابل حمل باشند و هم بتوانند عملکرد حرفه‌ای و پیچیده‌ای را ارائه دهند. مایکروسافت با سرفیس‌ها توانست این دو ویژگی را در یک دستگاه جمع کند و به‌ویژه در محیط‌های حرفه‌ای و تجاری، قابلیت‌های کارآمد را ارائه دهد.
- تطبیق‌پذیری برای کار، تحصیل و سرگرمی: سرفیس‌ها نه‌تنها برای محیط‌های کاری طراحی شدند بلکه به‌طور ویژه برای استفاده در تحصیل، سرگرمی، و کارهای روزمره نیز مناسب بودند. این ویژگی باعث شد که کاربران به راحتی از یک دستگاه برای انجام انواع وظایف، از تایپ و برنامه‌نویسی گرفته تا طراحی گرافیکی و تماشای فیلم، بهره ببرند.
- طراحی مدرن و شیک که توجه کاربران را جلب کند: در طراحی سرفیس، توجه زیادی به زیبایی‌شناسی و جذابیت بصری شده است. طراحی‌های باریک و شیک همراه با کیفیت ساخت بالا، باعث شده که این دستگاه‌ها علاوه بر کارایی، یک انتخاب زیبا و متفاوت برای کاربران باشند.

در نهایت، مایکروسافت با ورود به بازار تولید سخت‌افزار و معرفی سری سرفیس توانست نیازهای کاربران مدرن را برآورده کرده و خود را به عنوان یک پیشگام در عرصه فناوری‌های هیبریدی معرفی کند.

#### نقطه عطفی در بازار لپ‌تاپ‌ها و تبلت‌ها
عرضه سرفیس توسط مایکروسافت به‌عنوان یک نقطه عطف در بازار لپ‌تاپ‌ها و تبلت‌ها شناخته می‌شود. با ورود این محصولات، بازارهای دیجیتال دچار تغییرات اساسی شد و استانداردهای جدیدی در طراحی و عملکرد به وجود آمد. به‌ویژه، Surface Pro به‌عنوان اولین دستگاه هیبریدی موفق، نشان داد که می‌توان ویژگی‌های یک لپ‌تاپ و یک تبلت را در یک دستگاه جمع کرد. این طراحی هیبریدی به‌طور چشم‌گیری توجه کاربران را جلب کرد و مایکروسافت را به یک پیشرو در این حوزه تبدیل کرد.

#### رقابت تمام عیار با کمپانی اپل
یکی از نکات برجسته‌ای که سری سرفیس به آن دست یافت، رقابت با برندهای بزرگ مانند اپل بود. سرفیس توانست با ارائه ویژگی‌هایی مانند نمایشگر لمسی پیشرفته، قلم دیجیتال و کیبورد جداشدنی، جایگاهی نزدیک به آیپد و مک‌بوک پیدا کند. این ویژگی‌ها نه‌تنها تجربه کاربری را ارتقا بخشید، بلکه به کاربران امکان داد که از دستگاه خود در حوزه‌های مختلف مانند طراحی، نوشتن، و انجام کارهای اداری به‌طور همزمان استفاده کنند. این رقابت با محصولات اپل، در واقع یک گام بزرگ در جهت نوآوری و پیشرفت در دنیای فناوری بود که توانست استانداردهای جدیدی را برای دستگاه‌های هیبریدی تعریف کند.

#### تحول در طراحی فوق مدرن
یکی دیگر از جنبه‌های مهم تحول در طراحی بود. مایکروسافت با ارائه طراحی‌های باریک و سبک همراه با ویژگی‌هایی مانند پایه نگهدارنده داخلی (Kickstand)، تجربه کاربران را متحول کرد. این طراحی نوآورانه به‌ویژه در کارهای روزمره و جلسات تجاری کاربرد زیادی پیدا کرد، زیرا کاربران می‌توانستند دستگاه خود را بدون نیاز به لوازم اضافی به‌راحتی در موقعیت‌های مختلف قرار دهند. علاوه بر این، این طراحی باعث شد که سرفیس‌ها به‌عنوان دستگاه‌هایی جذاب و کاربردی در دنیای حرفه‌ای شناخته شوند.
در حقیقت، مایکروسافت با سری سرفیس توانست استانداردهای جدیدی در بازار لپ‌تاپ‌ها و تبلت‌ها تعریف کند. این دستگاه‌ها نه‌تنها با تمرکز بر بهره‌وری کاربران طراحی شده‌اند بلکه نوآوری‌های صنعتی را نیز به همراه داشتند که باعث شد این محصولات به‌عنوان دستگاه‌های پیشرفته و چندکاره در بازار شناخته شوند.

#### فلسفه طراحی سرفیس: زیبایی، عملکرد، و تطبیق‌پذیری
یکی از دلایل اصلی موفقیت سری سرفیس مایکروسافت، فلسفه طراحی منحصر به فرد آن است که بر سه اصل اساسی تأکید دارد: زیبایی، عملکرد، و تطبیق‌پذیری. این سه ویژگی به‌طور هماهنگ با یکدیگر ترکیب شده‌اند و تجربه‌ای بی‌نظیر برای کاربران فراهم می‌کنند. در این بخش به تفصیل به بررسی هر یک از این اصول می‌پردازیم و نشان می‌دهیم چگونه مایکروسافت با رعایت این اصول توانسته است سری سرفیس را به یکی از موفق‌ترین و محبوب‌ترین محصولات در بازار فناوری تبدیل کند.

#### زیبایی: طراحی که در دل‌ها جا می‌افتد
یکی از ویژگی‌های برجسته محصولات سرفیس زیبایی و جذابیت طراحی است. مایکروسافت از ابتدا تصمیم گرفت تا سری سرفیس نه تنها به لحاظ عملکردی، بلکه از نظر ظاهری نیز جذاب و منحصر به فرد باشد. بدنه‌های آلومینیومی با کیفیت بالا، صفحه‌نمایش‌های با حاشیه باریک و طراحی‌های دقیق، به‌طور خاص محصولاتی شیک و چشم‌نواز ایجاد کرده است. طراحی‌های سرفیس به‌گونه‌ای است که وقتی دستگاه را در دست می‌گیرید، احساس می‌کنید که نه تنها یک ابزار کارآمد در دست دارید، بلکه یک اثر هنری را نیز لمس می‌کنید.
این زیبایی در طراحی، علاوه بر اینکه باعث جذابیت بصری می‌شود، به ارگونومی و راحتی استفاده نیز توجه داشته است. طراحی‌های باریک و سبک، استفاده طولانی‌مدت از دستگاه را راحت‌تر می‌کنند و کاربران را قادر می‌سازند تا در هر شرایطی از آن استفاده کنند. سطوح صاف و براق و همچنین جزئیات دقیق در تمام بخش‌ها، نشان‌دهنده‌ی تلاش مایکروسافت برای رسیدن به تعادل بین زیبایی و عملکرد است.

#### عملکرد: قدرت در پس طراحی زیبا
در کنار زیبایی، عملکرد بالا یکی دیگر از ارکان اصلی فلسفه طراحی سرفیس است. مایکروسافت در طراحی این دستگاه‌ها به هیچ وجه از قدرت سخت‌افزار کوتاه نیامده است. سرفیس‌ها به‌ویژه در مدل‌های Surface Pro و Surface Book، از پردازنده‌های قوی، حافظه‌های داخلی سریع و نمایشگرهای با رزولوشن بالا بهره‌برداری کرده‌اند. این ویژگی‌ها باعث می‌شود تا سرفیس‌ها بتوانند نیازهای کاربران حرفه‌ای مانند طراحان گرافیک، مهندسان، برنامه‌نویسان و حتی مدیران کسب‌وکار را به‌خوبی برآورده کنند.
پردازنده‌های قدرتمند، مانند پردازنده‌های Intel Core i7 و AMD Ryzen در کنار گرافیک‌های اختصاصی و حافظه‌های SSD سریع، دستگاه‌های سرفیس را به ابزارهایی مناسب برای انجام کارهای پیچیده تبدیل کرده است. علاوه بر این، ویندوز 10 که به‌عنوان سیستم‌عامل سرفیس‌ها استفاده می‌شود، از عملکردهای ویژه‌ای برخوردار است که تجربه کاربری روان و سریع را به ارمغان می‌آورد.
این عملکرد بالا در کنار طراحی شیک و سبک، سرفیس‌ها را به دستگاه‌های ایده‌آل برای استفاده در محیط‌های کاری و تجاری تبدیل کرده است. از ویرایش ویدئو و طراحی گرافیکی گرفته تا اجرای نرم‌افزارهای پیچیده تحلیلی، سرفیس‌ها به‌خوبی از پس تمام این وظایف برمی‌آیند.

#### تطبیق‌پذیری: انعطاف‌پذیری که هر نیاز را برآورده می‌کند
یکی از مهم‌ترین ویژگی‌های سری سرفیس، تطبیق‌پذیری بی‌نظیر این محصولات است. دستگاه‌های سرفیس قادرند بسته به نیاز کاربران، به راحتی از حالت لپ‌تاپ به تبلت تبدیل شوند. این ویژگی منحصر به فرد به کاربران این امکان را می‌دهد تا در شرایط مختلف، دستگاه خود را برای انجام فعالیت‌های مختلف تنظیم کنند.
برای مثال، Surface Pro با قابلیت جدا شدن کیبورد، به‌راحتی از یک لپ‌تاپ به یک تبلت تبدیل می‌شود که برای خواندن، یادداشت‌برداری یا استفاده در جلسات بسیار مناسب است. همچنین، استفاده از Surface Book به‌عنوان یک دستگاه هیبریدی با صفحه‌نمایش جداشدنی و قدرت بالا، اطمینان حاصل می‌کند که دستگاه حتی در زمان‌هایی که نیاز به پردازش سنگین دارید، عملکرد بی‌نظیری از خود نشان می‌دهد.
این تطبیق‌پذیری برای مسافرت‌ها، جلسات کاری، یادداشت‌برداری سریع و حتی استفاده در محیط‌های مختلف بسیار کارآمد است. کاربران می‌توانند در هر موقعیتی، به‌راحتی از دستگاه خود استفاده کنند و بهترین تجربه را به دست آورند.
در نهایت: سری سرفیس مایکروسافت از آغاز با یک ایده نوآورانه شروع شد و به نمادی از تطبیق‌پذیری و عملکرد بی‌نظیر تبدیل گردید. مایکروسافت با درک دقیق نیازهای کاربران مدرن، توانست دستگاه‌هایی طراحی کند که نه‌تنها به راحتی قابل حمل باشند، بلکه از نظر قدرت سخت‌افزاری و عملکردی نیز توانسته‌اند با بهترین لپ‌تاپ‌ها و تبلت‌ها رقابت کنند. این ویژگی‌ها به‌طور خاص برای کاربران حرفه‌ای و افرادی که به دنبال بهره‌وری بالا و تجربه‌ای متفاوت هستند، بسیار جذاب بوده است.
مایکروسافت با ایجاد یک اکوسیستم منحصربه‌فرد که ترکیبی از طراحی شیک، عملکرد بی‌نقص و امکانات نوآورانه است، جایگاه خود را به‌عنوان یکی از برترین تولیدکنندگان دستگاه‌های هیبریدی در بازار تثبیت کرده است. سری سرفیس نه‌تنها به عنوان یک محصول، بلکه به‌عنوان یک فلسفه طراحی و یک تجربه کاربری، به کاربران اجازه می‌دهد که در هر محیطی بهترین بهره‌برداری را از دستگاه خود داشته باشند.

## سخت‌افزار

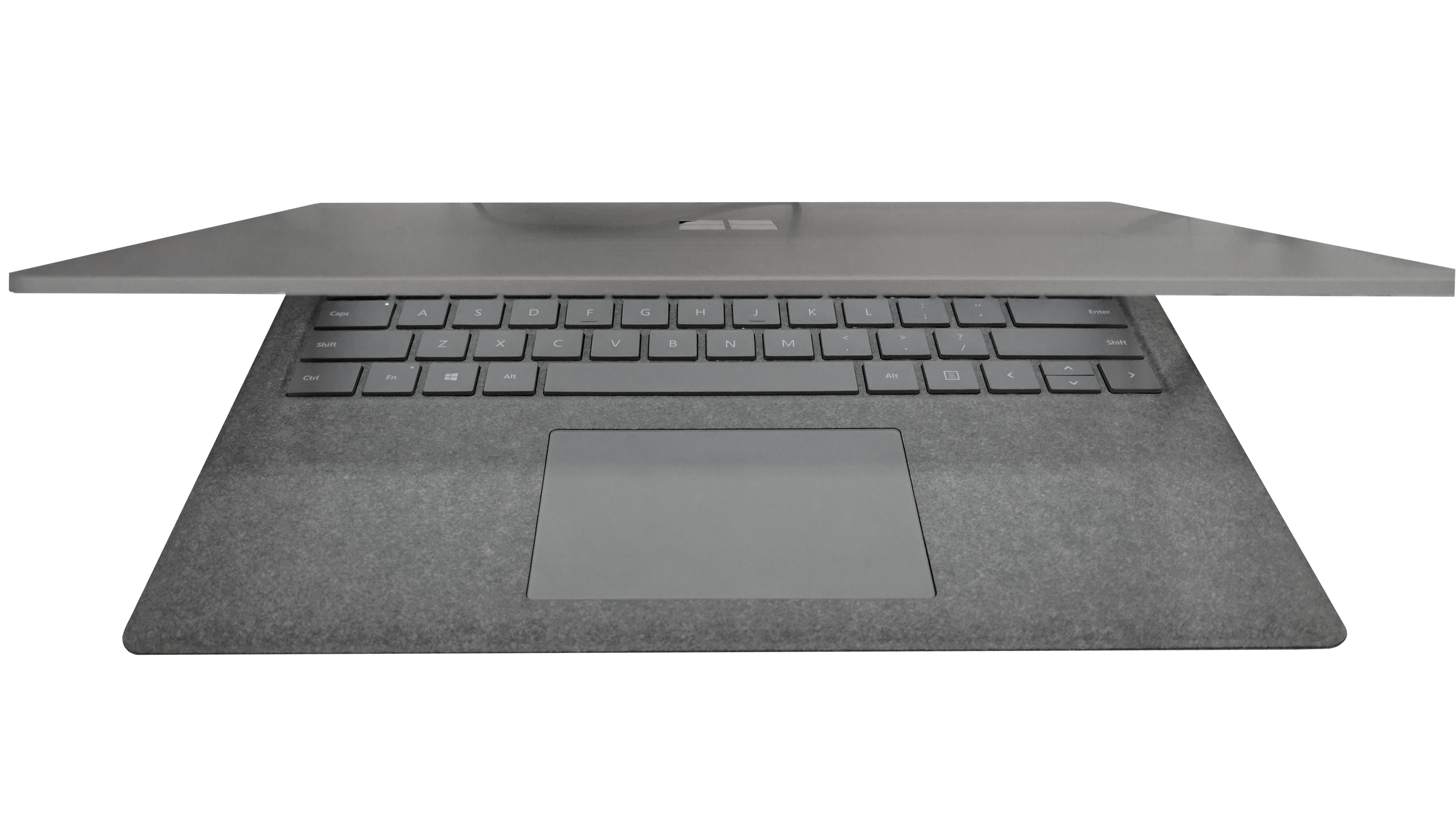
مایکروسافت سرفیس

مدل نخست این دستگاه با معماری پردازنده انویدیا (NVIDIA) با سیستم‌عامل «ویندوز آر. تی»، و مدل حرفه‌ای آن با پردازنده اینتل و سیستم‌عامل ویندوز ۱۰ عرضه شده‌است. اندازه صفحهٔ نمایش دستگاه ۱۰٫۶ اینچ با نسبت تصویر ۱۶:۹ و کیفیت وضوح بالا (HD) در مدل آر. تی و کیفیت وضوح بالای کامل (UHD) در نسخه حرفه‌ای ارائه شده‌است.
مدل نخست با دو ظرفیت ۳۲ و ۶۴ گیگابایت، با درگاه (پورت) microSD و [[USB 2.0 به وزن ۶۷۶ گرم، و دستگاه مدل حرفه‌ای (Pro) در دو ظرفیت ۶۴ و ۱۲۸ گیگابایت دارای درگاه (پورت) microSDXC و USB 3.0 به وزن ۹۰۳ گرم به بازار عرضه شده‌است.

#### صفحه نمایش
جدیدترین سرفیس لپ تاپ با صفحه نمایش ۱۳٫۵ اینچی خود همراه با قابلیت پیکسل سنس می‌تواند محتوا را به بهترین شکل ممکن نمایش دهد.

#### بلندگوهای زیر کیبورد
کیبورد این لپ‌تاپ از سرفیس پرو ۴ الهام گرفته و از جنس الکانترا ساخته شده‌است. به‌کارگیری این ماده در ساخت کیبورد، مایکروسافت را از مهندسی بدنه برای تعبیه شیارهای بلندگو بی‌نیاز کرده، چراکه این ماده می‌تواند صوت را از خود عبور داده و در نتیجه بلندگو زیر کیبورد قرار می‌گیرد.

#### طراحی و عمر باتری فوق‌العاده
ضخامت کمتر و باریک بودن سرفیس لپ تاپ در برابر رقبای قدرتمند، امتیاز بسیار مهمی محسوب می‌شود. علاوه بر این، عمر باتری ۱۴٫۵ ساعته توانسته تا توجه کاربران را به خود جلب کند.

## جایگاه در بازار و مدل‌های استوک
محصولات سری سرفیس به عنوان دستگاه‌های رده‌بالا و پریمیوم شناخته می‌شوند که مستقیماً با محصولات شرکت اپل رقابت می‌کنند. مایکروسافت در طراحی این خانواده از محصولات، تمرکز ویژه‌ای بر کیفیت ساخت، استفاده از مواد مرغوب مانند آلیاژ منیزیم، نمایشگرهای باکیفیت لمسی و طراحی نوآورانه (به‌ویژه در مدل‌های تبلت هیبریدی مانند سرفیس پرو) داشته است. این ویژگی‌ها باعث شده تا سرفیس به انتخابی محبوب در میان کاربران حرفه‌ای، طراحان و دانشجویان تبدیل شود.
به دلیل قیمت اولیه بالا، مدل‌های کارکرده یا استوک این محصولات در بازار جهانی و ایران با استقبال زیادی مواجه شده‌اند. کیفیت ساخت بالا و دوام بدنه، این دستگاه‌ها را به گزینه‌ای مناسب برای بازار دست دوم تبدیل کرده است. مدل‌های مختلفی از جمله سرفیس پرو، سرفیس لپ‌تاپ و سرفیس بوک به صورت استوک در دسترس هستند که به کاربران اجازه می‌دهند با هزینه کمتر به یک دستگاه پریمیوم دسترسی داشته باشند.

## مدل‌ها

### سرفیس لپ تاپ Go
سرفیس لپ‌تاپ Go با ۱۵٫۶۹ میلی‌متر قطر، وزنی حدود ۱ کیلوگرم یکی از سبک‌ترین و آسان‌ترین لپ‌تاپ‌ها برای حمل و نقل است. همچنین باتری سرفیس لپ‌تاپ Go تا ۱۳ ساعت کار مداوم دوام دارند. پردازندهٔ نسل ۱۰ Cori5 شرکت Intel نیز با سرعتی عالی تمامی برنامه‌ها را بدون وقفه اجرا خواهد کرد

### مایکروسافت سرفیس پرو

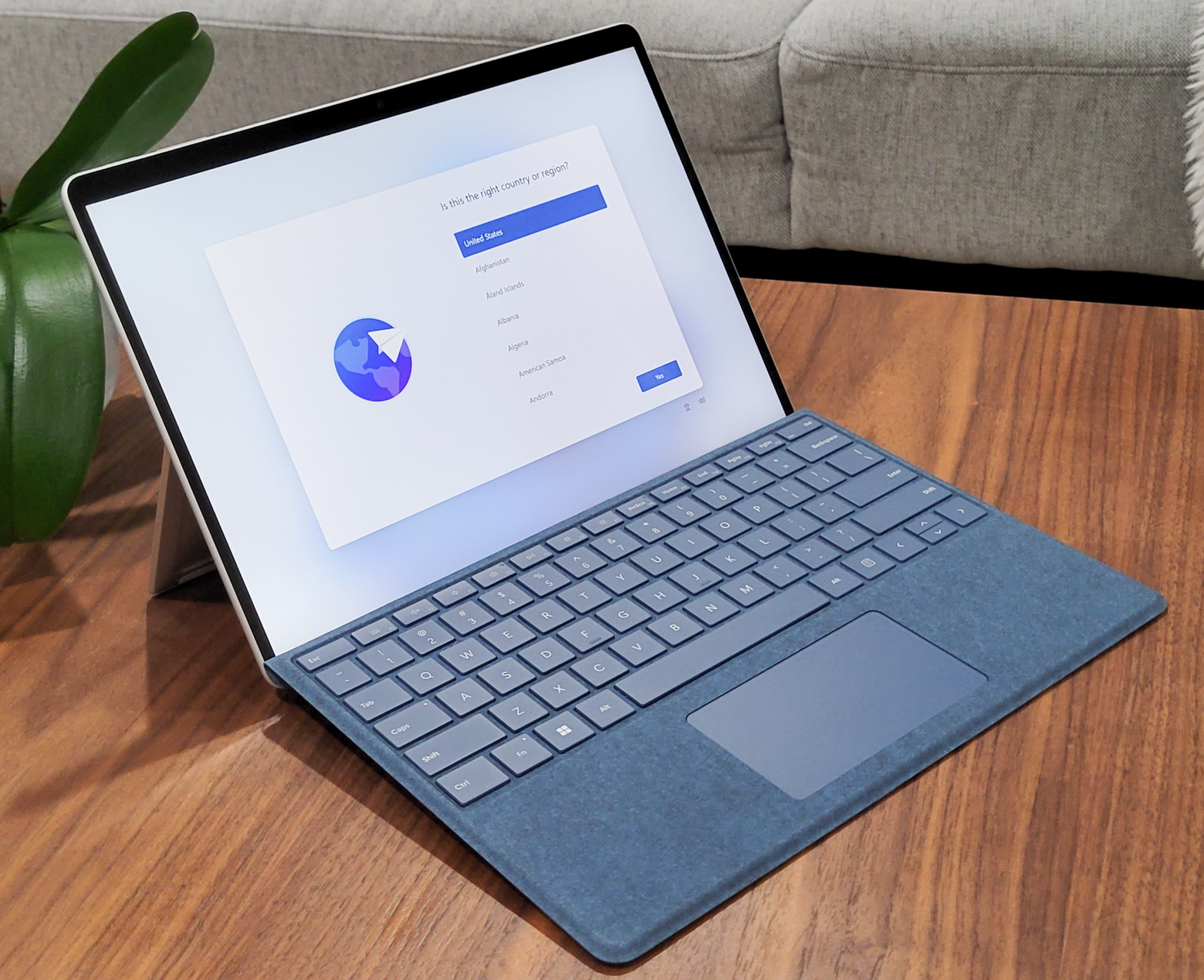
Surface Pro 9

دستگاه‌های مایکروسافت سرفیس با دقت و مهارت بسیار خاصی که مایکروسافت در تولید آن‌ها لحاظ کرده، به‌روزترین فناوری‌ها را در خود جای داده‌اند. تکنولوژی صفحه نمایش PixelSense که تصاویر را به وضوح دنیای واقعی نمایش می‌دهد، پردازنده‌های قدرتمند نسل ۶ اینتل در سرفیس پرو ۴ و Kaby Lake در سرفیس پرو جدید (۲۰۱۷) و Surface Pen (قلم هوشمند سرفیس)، اعضای تشکیل دهنده تمامی دستگاه‌های این خانواده اند که منجر به تعریف یک دسته‌بندی جدید از دستگاه‌ها می‌شوند.

### مایکروسافت سرفیس بوک ۲
در ساخت سرفیس بوک ترکیب پردازنده قدرتمند i7 شرکت اینتل و تا ۱۶ گیگابایت حافظه (RAM) و یک پردازنده گرافیکی اختیاری NVIDIA GeForce بکار رفته‌است. این مشخصات باعث شده تا یک لپ‌تاپ فوق‌العاده قوی برای کارکرد حرفه‌ای به بازار عرضه شود. با این سخت‌افزار قدرتمند، به‌راحتی با نرم‌افزارهایی از قبیل CAD را اجرا می‌کند.

### مایکروسافت سرفیس لپ تاپ ۳
لپ تاپ دانشجویی سرفیس با نام سرفیس لپ‌تاپ با نمایشگر ۱۳٫۵ اینچی و بهره‌مندی از فناوری پیکسل‌سنس تجربه بهترین را در نمایش محتوا برای کاربرانش رقم می‌بزند. مایکروسافت اعلام کرده که ضخامت این لپ‌تاپ ۱۴٫۵ میلی‌متر بوده و وزن آن نیز ۱٫۲۵ کیلوگرم است. پردازنده نسل هفتم (کبی‌لیک) اینتل Core i5 یا Core i7 و باتری قوی با شارژدهی ۱۴٫۵ ساعتی این لپ‌تاپ باعث شده تا رقیب جدی و تازه‌نفس مک بوک شود.

### مایکروسافت سرفیس لپ تاپ 4
سرفیس لپ‌تاپ ۴ بخشی از خانواده سرفیس مایکروسافت است که به خاطر طراحی نوآورانه و فناوری پیشرفته‌اش شهرت دارد. سرفیس لپ تاپ 4 برخلاف نمونه های جداشدنی 2 در 1 خود، یک لپ تاپ کلاسیک به سبک تاشو است که سادگی و بهره وری را در اولویت قرار می دهد. این لپ‌تاپ مجهز به صفحه نمایش 15 اینچی خیره‌کننده، برای ارتقای تجربه کاری طراحی شده است و صفحه نمایش زیادی را برای چندوظیفگی و ایجاد محتوا ارائه می‌دهد.یکی از ویژگی های برجسته سرفیس لپ تاپ 4، در دسترس بودن گزینه های پردازنده از هر دو AMD و Intel است. این لپ‌تاپ نسل چهارم عملکرد را به ارتفاعات جدیدی ارتقا می‌دهد و به شما امکان می‌دهد کارهای سخت را به راحتی انجام دهید. نسخه 15 اینچی پردازنده AMD Ryzen 7 4980U را ارائه می دهد، در حالی که مدل 13 اینچی گزینه هایی از AMD Ryzen 5 4680U تا پردازنده های Intel Core i7 را ارائه می دهد

### مایکروسافت سرفیس لپ‌تاپ استودیو
سرفیس لپ‌تاپ استودیو با نمایشگر ۱۴.۴ اینچی و بهره‌مند از فناوری پیکسل‌سنس، با پردازنده Quad-core 11th Gen یا Quad-core 11th Gen اینتل،
با کارت گرافیکی i5 اینتل یا i7 انویدیا، با رم ۱۶ یا ۳۲ گیگابایتی و با سیستم عامل ویندوز ۱۱ در ۲۲ سپتامبر ۲۰۲۱ معرفی شد.

## نمایش و معرفی دستگاه
این دستگاه در تاریخ ۱۸ ژوئن ۲۰۱۲ از سوی مدیر عامل اجرایی مایکروسافت، استیو بالمر در لس آنجلس معرفی شد و در جریان نمایش، سیستم‌عامل دستگاه از کار ایستاد.

## مشخصات
| نرم افزار              | نرم افزار |
| ---------------------- | --- |
| سیستم عامل             | ویندوز 10 - ویندوز 11 |
| سایر نرم افزارها       | نرم افزار آفیس 30 روزه |
| پردازنده               | |
| پردازنده مرکزی         | ویندوز هوم: 12th Gen Intel Core i7-1255U ویندوز پرو: 12th Gen Intel Core i7-1265U                                                                                 |
| نسل پردازنده           | دوازده |
| فرکانس پردازنده        | ویندوز هوم: 1.70 تا 4.70 گیگاهرتز ویندوز پرو: 1.80 تا 4.80 گیگاهرتز                                                                                               |
| میزان کش               | 12 مگابایت SmartCache |
| تعداد هسته ها          | 10 هسته ای - 12threads |
| پردازنده گرافیکی       | |
| مدل پردازنده گرافیکی   | Intel Iris Xe Graphics |
| حافظه ها               | |
| ظرفیت رم               | 32 گیگابایت |
| تکنولوژی رم            | 5200 مگاهرتز LPDDR5 RAM |
| ظرفیت هارد             | 1 ترابایت |
| تکنولوژی هارد          | SSD با قابلیت ارتقا M.2 NVMe SSD |
| پشتیبانی از کارت حافظه | ندارد |
| قابلیت ارتقا هارد      | دارد |
| قابلیت ارتقا رم        | ندارد |
| صفحه نمایش             | |
| اندازه صفحه نمایش      | 15 اینچ PixelSense Display |
| رزولوشن                | 1664 × 2496 |
| تراکم پیکسل            | 201PPI |
| نسبت تصویر             | 3:2 |
| نسبت کنتراست           | 1300:1 |
| نرخ تجدید              | 60هرتز |
| روشنایی                | حداکثر: 400nits - حداقل: 5nits |
| سابر مشخصات صفحه نمایش | - قابلیت دریافت 10 لمس به طور همزمان - صفحه نمایش ضدخش Corning Gorilla Glass 5 - Dolby Vision IQ support - Individually color-calibrated display - sRGB and Vivid |
| صفحه نمایش لمسی        | دارد |
| ارتباطات               | |
| وایرلس                 | Wi-Fi 6: IEEE 802.11 a/b/g/n/ac/ax compatible |
| بلوتوث                 | Bluetooth Wireless 5.1 technology |
| پورت ها                | |
| USB-A                  | یک عدد Full-size USB 3.1 Gen 2 |
| USB-C                  | یک عدد Thunderbolt 4 |
| درگاه صدا              | جک هدفون 3.5 میلیمتری |
| مشخصات ظاهری           | |
| ابعاد                  | 14.7 × 244 × 340 میلیمتر |
| وزن                    | 1560 گرم |
| رنگ بندی               | مشکی (Matte Black) و پلاتینی (Platinum) با کیبورد فلزی |
| جنس بدنه               | آلومینیوم |
| مشخصات باتری           | |
| ظرفیت باتری            | تا بیش از 17 ساعت با استفاده بهینه |
| سابز باتری             | 47.4Wh |
| مشخصات شارژر           | 60 وات با پورت USB-A با توان 5 وات برای شارژ تلفن همراه قابلیت شارژ سریع ( 0 تا 80% در حدود یک ساعت)                                                              |
| سایر مشخصات            | |
| دوربین سلفی            | 720p HD |
| بلندگو                 | بلندگوی استریو OmniSonic با Dolby Atmos |
| میکروفن                | میکروفن دوگانه استودیو |
| سنسورها                | Ambient Light Sensor (حسگر تنظیم نور صفحه) |
| امنیت                  | - Firmware TPM 2.0 is a security processor - سنسور امنیت تشخیص چهره برای ورود به ویندوز با Windows Hello face sign-in                                             |
| مشخصات کیبورد          | - کیبورد کامل QWERTY با نور پس زمینه -دکمه های 1.3 میلیمتر تراول                                                                                                  |
| مشخصات تاچ پد          | - ابعاد: 76.66 × 115 میلیمتر - قابلیت مولتی تاچ (دریافت 5 انگشت به طور همزمان)                                                                                    |
| درایو نوری             | ندارد |
| اقلام همراه دستگاه     | - شارژر - دفترچه راهنما (سایر لوازم جانبی همراه دستگاه نمی باشد.)                                                                                                 |
| سایر مشخصات            | - سازگار با قلم مایکروسافت سرفیس، قلم اسلیم 1 و قلم اسلیم 2 (همراه دستگاه نمی باشد.)                                                                              |

## نقص
1. در مورد برخی از اجزای همراه این دستگاه مثل تاچ کاور، (کیبردی ۸۰ دلاری) که به همراه این تبلت فروخته می‌شود، در فروم‌های پشتیبانی مایکروسافت گزارش شده‌است که تنها چند روز بعد از استفاده، ترک و شکستگی در تاچ کاور ایجاد شده‌است. محل این ترک در قسمتی است که کاور به صورت مغناطیسی به تبلت متصل می‌شود و از آنجایی که این مشکل توسط کاربران اروپایی و آمریکایی گزارش شده به نظر می‌رسد که این ایراد مربوط به یک کارخانه خاص سازنده نباشد.[۵]
2. کاربران سرفیس در سایت مایکروسافت، خبر از کاهش ناگهانی ولوم صدای تبلت، به صفر در زمان جا به جایی بین برنامه‌ها داده‌اند.[۶]
3. یکی دیگر از نقص‌های این دستگاه قدیمی شدن آن است و شاید توانایی اجرای برنامه‌های جدید ارائه شده از سمت شرکت‌های مختلف را نداشته باشد؛ بنابر این اگر می‌توانید مقداری بودجه خود را بیشتر کنید مدل‌های جدید این تبلت می‌تواند تا چند سال نیازهای شما را رفع کند.
4. کم بودن حافظه داخلی سرفیس‌ها می‌تواند در حال حاضر آزار دهنده باشد، و با وجود کیفیت عکس و فیلم‌ها و همچنین برنامه‌ها یکی از مشکلات بزرگ شما می‌تواند فضای ذخیره‌سازی این دستگاه باشد.
5. یکی از بزرگ‌ترین مشکلات این دستگاه که در مدل "Pro 4" به تعداد زیاد دیده شد، پرش تصویر بود و به این حالت بود که مدتی بعد از گرم شدن دستگاه، مانیتور شروع به لرزش می‌کرد و به مرور زیاد تر می‌شد. مایکروسافت راه حل نرم‌افزاری برای ان پیدا نکرد و بعدها اعلام کرد که بدون هزینه این مشکل سخت‌افزاری را برای کاربران حل می‌کند، اما به دلیل نبود نمایندگی مایکروسافت در ایران، برای کاربران ایرانی حل شدن این مشکل غیرممکن بود.
6. یکی دیگر از مشکلات این دستگاه، خاص بودن و انحصاری بودن قطعات تعمیری و عدم فراوانی قطعات تعمیری این دستگاه‌ها می‌باشد، به طوری که استفاده‌کنندگان از این دستگاه در کشورهایی مثل ایران، دسترسی فوق‌العاده محدودی به قطعات تعمیری مثل تاچ لمسی، ال سی دی، باتری و سایر قطعاتی که بعد از مدتی استفاده از دستگاه، ممکن است به دلایل مختلفی خراب شوند و نیاز به تعویض و جایگزینی داشته باشند، دارند و در بسیاری از مواقع به علت عدم ارائه قطعات از سوی کمپانی سازنده، حتی به علت کوچک‌ترین مشکلات، دستگاه غیرقابل استفاده می‌شود. در واقع در بسیاری از مدل‌های مختلف لپ تاپ و تبلت، قطعات تعمیری مشترک زیادی (مثل ال سی دی یا اسپیکر) بین برندهای مختلف وجود دارد، اما در این مدل از دستگاه‌ها، صرفاً می‌بایست از قطعات یدکی مخصوص خود دستگاه استفاده نمود.